# Come Over When You're Sober, Pt. 1
Come Over When You're Sober, Pt.1 (también llamado COWYS1) —en español: Ven cuando estés sobrio, Pt. 1—, es el primer álbum de estudio del cantante y rapero estadounidense Lil Peep y el único álbum que se lanzará durante su vida. Fue lanzado el 15 de agosto de 2017 por AWAL. El álbum fue apoyado por cuatro sencillos: "Benz Truck (Гелик)", "The Brightside", "Awful Things" y "Save That Shit". Lil Peep murió exactamente tres meses después del lanzamiento del álbum.
Después de la muerte de Lil Peep, Come Over When You're Sober, Pt.1 alcanzó su punto máximo en el número 38 en el Billboard 200 de Estados Unidos.

## Antecedentes
En 2017, Lil Peep decidió abandonar su hogar en Los Ángeles, California. La opción principal era su ciudad natal de Long Beach, Nueva York, pero Peep optó por mudarse a Londres, Inglaterra, utilizando su ciudadanía sueca y su pasaporte para quedarse. En Londres, la gerencia de Peep, First Access Entertainment, con quien había firmado desde junio de 2016, ayudó a Peep a establecer una casa y un estudio.

## Secuela del álbum
Después de la muerte de Lil Peep, su productor Smokeasac reveló que Peep había hecho varias canciones inéditas, algunas específicamente para una posible secuela de este álbum titulada Come Over When You're Sober, Pt. 2. En un tuit poco después de la muerte de Peep, Smokeasac tuiteó que él y Peep hicieron "música hermosa" durante 2017 y que todavía tiene música inédita de él.
En febrero de 2018, Smokeasac tuiteó una confirmación de que el álbum está por llegar, pero se lanzará cuando sea el "momento adecuado".
Originalmente, poco después de que finalizara la gira promocional de Lil Peep para el álbum, anunció en Twitter que lanzaría un EP titulado Goth Angel Sinner, que consta de tres canciones producidas por Fish Narc. Columbia Records luego adquirió el material inédito de Peep, incluido el EP, aunque la versión demo del EP se filtró en octubre de 2018. El EP se lanzó para su transmisión en octubre de 2019.

## Lista de canciones
| Come Over When You're Sober, Pt. 1 |                                |             |          |  |
| N.º                                | Título                         | Producer(s) | Duración |  |
| 1.                                 | «Benz Truck»                   | Smokeasac   | 2:40     |  |
| 2.                                 | «Save That Shit»               | Smokeasac   | 3:52     |  |
| 3.                                 | «Awful Things» (con Lil Tracy) | Smokeasac   | 3:34     |  |
| 4.                                 | «U Said»                       | Smokeasac   | 3:44     |  |
| 5.                                 | «Better Off (Dying)»           | Smokeasac   | 2:35     |  |
| 6.                                 | «The Brightside»               | Smokeasac   | 3:36     |  |
| 7.                                 | «Problems»                     | Smokeasac   | 3:29     |  |